# Bad Salzufler Thermal- und Mineralquellen

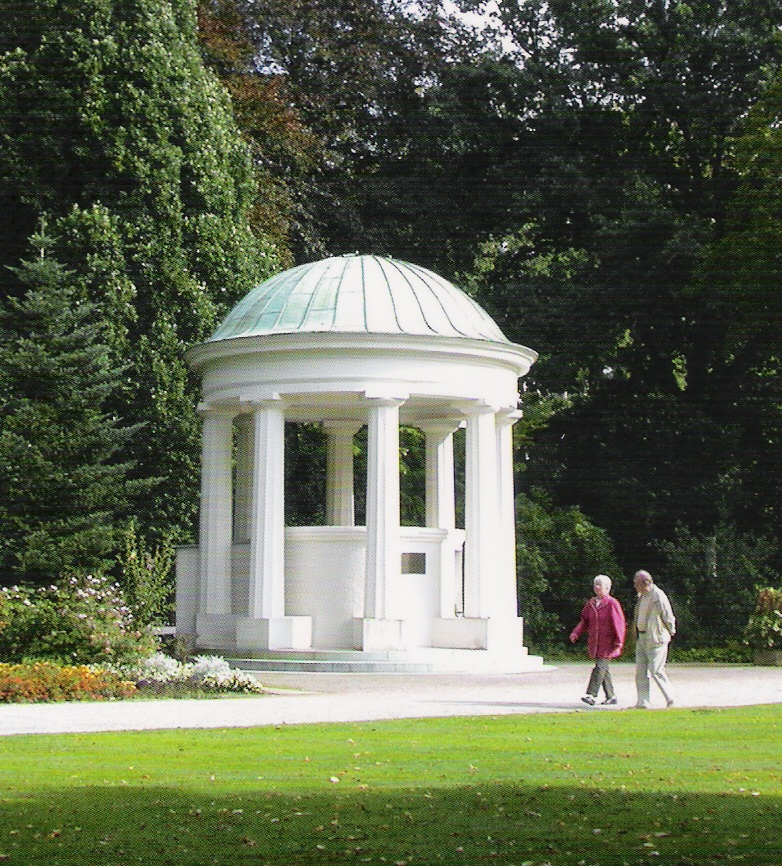
Der Leopoldsprudel im Kurpark,
das Wahrzeichen Bad Salzuflens.

Die Bad Salzufler Thermal- und Mineralquellen dienten ursprünglich der Salzgewinnung und sind heute mit noch neun vorhandenen Quellen und Brunnen ein wesentlicher Bestandteil des Kur- und Bäderbetriebes der Stadt Bad Salzuflen im nordrhein-westfälischen Kreis Lippe in Deutschland.

## Definition
Wasser, das mindestens 14 Gramm gelöster Stoffe pro Liter enthält, wird als „Sole“ (aus spätmittelhochdeutsch sul, sol für „Salzbrühe“) bezeichnet. Wenn Sole mit mehr als 20 °C an die Erdoberfläche gelangt, wird sie als „Thermalsole“ bezeichnet.

## Geologie und Hydrogeologie
Die Thermal- und Mineralquellen von Bad Salzuflen sind an ein tektonisches Störungssystem im Salzetal gebunden. Die Gegend gehört regionalgeologisch zum tektonisch stark gestörten Randbereich des Westfälisch-Lippischen-Keuper-Berglandes. Entlang der Tiefenstörungen dringen mobilisierte Tiefengrundwässer an die Oberfläche. Im Untergrund löst Kohlensäure salinare Gesteine des Zechsteins, Röts sowie Mittleren Muschelkalks und transportiert die Lösungsfrachten entlang der tiefreichenden Störungen. Bei einigen Quellen vermischt sich das salinare Tiefengrundwasser mit Süßwasser, so dass die Quellen durch unterschiedliche hydrogeochemische Charakteristik gekennzeichnet sind.

### Messwerte
Erfasst wurden bei den Analysen von 1955 bis 2021 die wichtigsten Anionen (elektrisch negativ geladene Ionen) und Kationen (elektrisch positiv geladene Ionen):
Anionen
Bromid-Ion (Br−), Chlorid-Ion (Cl−), Fluorid-Ion (F−), Hydrogencarbonat-Ion (HCO3−), Iodid-Ion (I−), Nitrat-Ion (NO3−), Nitrit-Ion (NO2−) sowie das Sulfat-Ion (SO42−)
Kationen
Ammonium-Ion (NH4+), Calcium-Ion (Ca2+), Eisen-Ion (Fe2+), Kalium-Ion (K+), Lithium-Ion (Li+), Magnesium-Ion (Mg2+), Mangan-Ion (Mn2+), Natrium-Ion (Na+) und Strontium-Ion (Sr2+)

## Geschichte
Mitte des 11. Jahrhunderts werden die Siedlung „Uflon“ und eine dort befindliche Salzstätte erstmals schriftlich erwähnt. „Uflon“ bedeutet in Altniederdeutsch „am Wald“ (uf oder up = auf oder an; lon oder loh = Nutzwald, lichter Wald, Gehölz).
Der Blomberger Pfarrer Johannes Piderit (1559–1639) beschrieb in der von ihm im Jahr 1627 verfassten „Lippischen Chronik“ (Chronicon Commitatus Lippiae), der ersten Darstellung der lippischen Geschichte und des Hauses Lippe, die Entdeckung der Salzufler Salzquelle wie folgt:

„Gott, der Geber, hat den Einwohnern Uflens den fruchtbaren Salzbrunnen durch folgende Mittel offenbart: Die Einwohner daselbsten erhielten viel Schaffe und Ziegen, die von Natur zu saltz und saltziger Materi geneiget sind, also hat man sie an keinem Orte mehr gesehen, alß eben am selbigen Orth, da die Saltzbrunnen außquellen, da sie haben immer gelecket, daß man sie fast mit gewalt davon nicht hat abführen noch wegtreiben können. Derowegen wird der Orth von den Einwohnern verdechtigt, und nach langem Erkundigen ist ihnen die Saltzquelle bekannter geworden. (…)“

Bis zum Verkauf des Salzufler Salzwerks an die Fürstliche Kammer im Jahr 1766, befand sich dieses im Besitz des Salzkollegiums bzw. der Salzgewerken. Das Salz wurde – ohne Gradierung – durch Kochen in großen Pfannen gewonnen.
Erstmals wurde der Salzgehalt, bzw. die Löthigkeit der Sole in einem Schreiben von 1766 mit „12“ angegeben, doch ist dieser hohe Wert mangels fehlender weiterer Angaben zu bezweifeln. 1825 gab der salzburgisch-bayerische Beamte und Geograph, Joseph Ernst von Koch-Sternfeld, in seiner Beschreibung 57 deutscher Solequellen einen Wert von „6½ Procent für die Uflensche Quelle“ an.

„Salzuflen. Von dem bekannten, und auch in diesen Blättern oft angerühmten Düngesalze ist jetzt auf hiesigem Herrschaftlichen Salzwerk ein ansehnlicher Vorrath fertig. Man macht es deßhalb bey Zeiten bekannt, damit diejenigen Salzstapelere sowohl, als andere mit Fuhrwerk versehene Leute, die an entfernten Orten wohnen, sich gelegentlich von diesem Düngesalz anschaffen, und zum Verkauf im kleinen eine Niederlage machen können Um es besonders in hiesigen Landen seines ausnehmenden Vortheils wegen, gemeinnütziger zu machen, hat man den Preis für dies Jahr sehr erniedriget. Der hiesige Salzscheffel oder eine Himte kostet hier auf dem Salzwerk 4 mgr. und 2 pf. Messegeld. Entfernten Salzstapelern oder andern, welche damit zu handeln Lust tragen sollten, ist erlaubt auf jede Himte von der Meile 3 pf. mehr zu nehmen, damit sie ihres Fuhrlohns wegen entschädiget werden. Wenn einem oder andern der Gebrauch dieses Düngesalzes nicht recht bekannt seyn sollte, der kan bey Abholung desselben allhier genaue Nachricht bekommen, auf welche Getreidearten es vorzüglich anzuwenden, zu welchen Zeiten der Acker damit zu bestreuen, und überhaut, wie damit am besten zu verfahren sey. Der sich unter göttlichen Segen und gedeilicher Witterung erzeigende Nutzen wird die Erwartung übertreffen.“

Johann Wilhelm Constantin (J.W.C.) Trampel (1765–1833), Sohn des Salineninspektors Johann Christian Trampel (1737–1800), der 1779 die Aufsicht über die Salzufler Saline übernommen hatte, gibt 1794 in seinem zweiten Heft des „Beytrags zur Verbesserung der Salzwerke für Salzkundige und Cameralisten“ den Solegehalt des das Gradierwerk versorgenden Brunnens wie folgt an:

Die Brunnensohle dieses Werks enthält in zwey Pfunden oder 24 Unzen:
671 Gr. reines Kochsalz. 40 –– fließbares Salz. 31¼ –– Selenit. 6½ –– Kalkerde. 3 –– Bittersalzerde. =  Summe 75 1¾ Gran.
Nach der hiesigen Salzspindel wiegt sie 9½ Grad.

„Verordnung wegen des Salzverkaufs. Es ist zwar zu Abwendung des seit einiger Zeit im Lande sich geäußerten Salzmangels bereits per Circulare vom 26ten Octb. d. J. den Stapelhaltern bei willkürlicher Strafe verboten worden, Salz an Ausländer zu verkaufen, da aber dieses nicht von der erwarteten Wirkung gewesen ist; so wird den Stapelhaltern und jedem Unterthan bis auf weitere Verordnung hiernach nochmals bei 30 Gfl. Strafe in jedem Contraventionsfall, wovon dem Denuncianten die Hälfte zuerkannt werden soll und bei Confiscation des im Transport außer Landes betroffenen Salzes, sich alles Salzverkaufens an Auswärtige so gewiß zu enthalten, als widrigen Falls gegen den sich damit abgebenden Stapelhalter und jeden Unterthan mit Verurtheilung in die dadurch verwirkte Strafe auch Confiscation des im Transport seyenden Salzes unabläßig verfahren werden soll. Detmold des 22ten Dec. 1795. – Aus Fürstl. Lipp. Regierung daselbst.“

Am 15. Juli 1817 richtete der Stadtphysikus und spätere Medizinalrat Dr. Heinrich Hasse die Eingabe „Über die Anlage einer Badeanstalt bey hiesiger Saline“ an die Detmolder Rentkammer: „In neueren Zeiten wurde man durch die Gleichheit der Bestandteile des Meerwassers und einige Salzsoolen auf die Idee geleitet, letztere so wie die Soolbäder anzuwenden, und man fand, daß sie die gleichen heilsamen Wirkungen hervorbrachten. Auch das Wasser hiesiger Salinen (…) ist schon mit vielen Nutzen angewandt worden. Es wäre daher sehr zu wünschen, daß (…) an der Quelle Einrichtungen zum Baden getroffen werden.“

„Bekanntmachung. Auf Anordnung Hochfürstlich Lippischer Rent=Cammer wird auf hiesiger Saline aus der Kochsalz Mutterlauge, welche zu Salzbädern häufig und Erfolg benutzt wurde, ein Badesalz angefertigt, und das Pfund davon zu sechs S.Pfennig verkauft, jedoch nicht unter 25 Pfund.
Das Badesalz löst sich im Wasser leicht auf, wird aber an der Luft feucht. Es muß deßhalb an trocknen Orten aufbewahrt und beim Transport gegen Regen geschützt werden.
In Bezug auf die Verpackung ist die Saline=Administration erbötig, dieselbe für Quantitäten von 100, 50 und 25 Pfund für eine besondere Vergütung von resp. 10, 8½ und 5 Sgr. zu besorgen.
Da das Badesalz nach ärztlichem Gutachten die Mutterlauge nicht nur vollständig ersetzt, sondern wegen der größeren Gleichförmigkeit, auch ferner wegen des bequemeren Transports und Aufbewahrens dieser noch vorzuziehen ist, so wird solches zur gefälligen Abnahme emfohlen.
Salzuflen den 20sten Juli 1817.  /  Fürstl. Lipp. Saline-Administration. / W. Brandes.“

„Anzeige. Salzuflen. Auf Fürstlicher Saline hieselbst ist in diesem Jahre gemahlener Dornstein nicht vorräthig, und kann solcher nicht zum Verkauf gebracht werden, weil in diesem Winter aus den Gradierhäuschen keine alte Dornenwände ausgebrochen sind. Düngesalz wird dagegen in anerkannt guter Qualität stets vorräthig gehalten und bestens empfohlen.
Salzuflen den 8. Februar 1853.  /  Fürstl. Lipp. Salinen=Administration.  W. Brandes.“

Die Real-Encyclopädie der gesammten Heilkunde beschrieb 1889 für Salzuflen zusammen mit einer genauen Analyse „eine vierprocentige Soole, die zum Baden und durch Zusatz von Süsswasser zum Trinken benutzt wird.“
In den letzten Jahren des 19. Jahrhunderts wurden von der Fürstlichen Saline zu Salzuflen folgende Mengen Salz produziert:
| Jahr                          | 1839    | 1893    | 1895      | 1896    | 1897      | 1898    |
| Speisesalz (kg)               |         | 742.600 | 1.030.600 | 957.725 | 1.128.075 | 948.975 |
| Badesalz (kg)                 |         |         | 37.750    | 50.400  | 41.575    | 41.890  |
| Viehsalz (kg)                 |         | 50.200  | 55.200    | 49.300  | 64.700    | 63.200  |
| Düngesalz (kg)                |         | 136.100 | 136.200   | 181.250 | 170.000   | 182.500 |
| konzentrierte Mutterlauge (l) |         | 2.500   | 4.000     | 2.500   | 3.000     | 1.300   |
| gesamt (kg)                   | 900.000 |         |           |         |           |         |

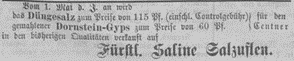
Fürstlich Lippisches Regierungs- und Anzeigeblatt: Angebot von Düngesalz und Dornstein-Gyps

Während der Regierungszeit der Nationalsozialisten wurde im Dezember 1936 folgende Meldung veröffentlicht:

„Bad Salzulen, 3. Dezember. (Warmquelle statt Thermalquelle.) Auf Wunsch des Deutschen Sprachvereins hat der Reichsfremdenverkehrsverband veranlaßt, daß die Heilbäder in ihren Werbeschriften und Veröffentlichungen künftig nur noch die deutschen Wörter Warmquelle für Thermalquelle, Warmquellbäder für Thermalbäder und Warmquellwasser für Thermalwasser verwenden.“

### Sophienbrunnen

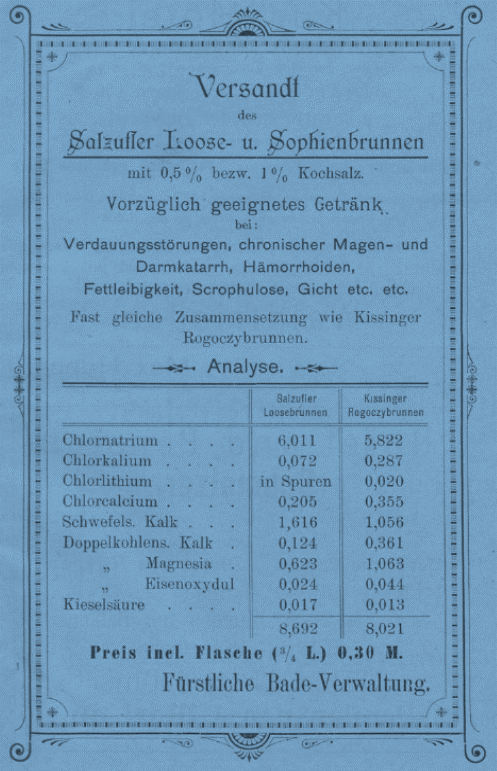
Anzeige der Fürstlichen Bade-Verwaltung Salzuflen (April 1899)